# LTR-Element
LTR-Elemente sind DNA-Sequenzen, die von so genannten long terminal repeats umgeben sind, die zur Integration ins Genom nötig sind. Dazu gehören endogene Retroviren und LTR-Retrotransposons.

## Bedeutung in der Evolution
Auf Grund der repetitiven Sequenzen können LTR-Elemente leicht aus dem Genom herausgeschnitten, vermehrt und an beliebigen Stellen im Genom wieder integriert werden. Dadurch kann die Einfügung eines LTR-Elements die Aktivität der Gene in der Umgebung erhöhen oder senken, die Gewebespezifität ändern oder durch alternatives Spleißen neue Genprodukte hervorbringen. Damit tragen sie erheblich zur genetischen Variabilität und damit zur Evolution der Organismen bei. Im Jahr 2005 waren 20 Gene des Menschen bekannt, die durch virale LTRs kontrolliert werden. Insgesamt konnten mindestens 600.000 LTR-Elemente im menschlichen Genom gefunden werden.
So befinden sich zum Beispiel im menschlichen Genom fünf Amylase-Gene. Zwei davon sind in der Bauchspeicheldrüse aktiv und drei in den Speicheldrüsen, die in die Mundhöhle münden. Viele andere Säugetiere besitzen keine Amylase-Aktivität im Speichel. Sie haben zwar auch in den Zellen der Speicheldrüsen die Gene für Amylase, diese sind aber gewebespezifisch inaktiviert. Durch Integration einer LTR-Sequenz eines Retrovirus konnten die Amylase-Gene dieser Säugetiere in den Speicheldrüsen wieder aktiviert werden, wodurch stärkehaltige Nahrung besser verdaut werden konnte.

Ein weiteres Beispiel ist die Steuerung des Gehaltes an Fett im Gewebe durch das Hormon Leptin. Wahrscheinlich werden die Gene für das Hormon und seine Rezeptoren durch HERV-LTR-Retrotransposon-Sequenzen gesteuert, die ihrerseits durch Steroidhormone aktiviert werden.